# Крк (місто)
Крк (хорв. Krk, італ. Veglia, чак. Velja) — найбільше місто однойменного острова в Хорватії.

## Історія
Крк — одне з найдавніших міст Адріатики. Поселення на цьому місці знаходилося безперервно, починаючи з часів Римської імперії, коли тут розташовувалося римське місто Курікум. Сучасна назва міста походить від його римського імені. У ранньому середньовіччі належало Візантії. З VII століття по наш час Крк — єпископська резиденція. У V–VI століттях над руїнами римських терм побудували християнську базиліку, яку потім багаторазово перебудовували — нині це кафедральний собор св. Катерини.
В VII столітті на Адріатику прийшли слов'яни. У IX–X століттях контроль над Крком отримало Хорватське королівство, в XIII столітті в Крке були побудовані францисканський та бенедиктинський монастирі. В XV столітті місто перейшло під контроль Венеції, у цей період воно було сильно укріплене. Фортифікаційні споруди будувались в різний час, найдавніша їх частина — вежа Куплін побудована в XII столітті, замок Франкопанів датується періодом XII–XIV століття, а міські ворота, стіни і циліндрична башта створені в кінці XV–XVI століття.
Після падіння Венеційської республіки в 1797 році Крк відійшов до Австрії. Після короткого періоду володарювання французів у 1815 році Крк разом з далматинським узбережжям знову став належати Австрійській імперії. У XIX столітті місто було центром Іллірійського руху.
У 1918–1921 роках Крк окупували італійці, після Першої світової війни він став частиною Королівства Сербів, Хорватів і Словенців, згодом Королівства Югославія. Після Другої світової війни — у складі СФРЮ. Після розпаду останньої в 1990 році острів став частиною незалежної Хорватії.

## Населення
Населення громади за даними перепису 2011 року становило 6 281 осіб. Населення самого міста становило 3730 осіб.
Динаміка чисельності населення громади:
Динаміка чисельності населення міста:

## Населені пункти
Крім міста Крк, до громади також входять: 
- Байчичі
- Брусичі
- Брзаць
- Корнич
- Лакмартин
- Линардичі
- Милохничі
- Мурай
- Ненадичі
- Пинежичі
- Поліця
- Скрбчичі
- Врх
- Жгалічі

## Клімат
Середня річна температура становить 14,25 °C, середня максимальна – 26,96 °C, а середня мінімальна – 2,19 °C. Середня річна кількість опадів – 1153 мм.
| Клімат міста                                  | Клімат міста | Клімат міста | Клімат міста | Клімат міста | Клімат міста | Клімат міста | Клімат міста | Клімат міста | Клімат міста | Клімат міста | Клімат міста | Клімат міста | Клімат міста |
| Показник                                      | Січ.         | Лют.         | Бер.         | Квіт.        | Трав.        | Черв.        | Лип.         | Серп.        | Вер.         | Жовт.        | Лист.        | Груд.        |              |
| Середній максимум, °C                         | 9,59         | 10,01        | 13,13        | 15,95        | 20,86        | 24,84        | 26,92        | 26,96        | 22,60        | 18,12        | 13,21        | 10,29        |              |
| Середня температура, °C                       | 5,87         | 6,31         | 9,42         | 12,26        | 17,16        | 21,14        | 23,71        | 23,74        | 19,40        | 14,89        | 10,00        | 7,07         |              |
| Середній мінімум, °C                          | 2,19         | 2,61         | 5,71         | 8,55         | 13,45        | 17,44        | 20,49        | 20,54        | 16,17        | 11,69        | 6,79         | 3,85         |              |
| Норма опадів, мм                              | 96           | 77           | 77           | 81           | 76           | 83           | 47           | 69           | 130          | 151          | 148          | 118          |              |
| Середньомісячна швидкість вітру, м/с          | 2.92         | 3.06         | 3.12         | 2.92         | 2.64         | 2.51         | 2.51         | 2.51         | 2.62         | 2.85         | 3.21         | 3.14         |              |
| Середньомісячна сонячна радіація, кДж/м²·день | 4519         | 7306         | 10705        | 15253        | 19766        | 21516        | 22732        | 19912        | 14404        | 9302         | 4972         | 3836         |              |
| --------------------------------------------- | ------------ | ------------ | ------------ | ------------ | ------------ | ------------ | ------------ | ------------ | ------------ | ------------ | ------------ | ------------ | ------------ |
| Джерело:                                      |              |              |              |              |              |              |              |              |              |              |              |              |              |

## Визначні місця
- Собор Вознесіння Пресвятої Діви Марії - побудований в XII столітті на фундаменті ранньохристиянської базиліки V-VI століть. Являє собою частину релігійного комплексу, до якого крім нього входить романська церква св. Квирина (XII століття, єдина дворівнева історична церква Хорватії), дзвіниця XVI століття, увінчана фігурою ангела з трубою, капела св. Барбари (XV століття) і ранньохристиянський баптистерій V-VI століть.
- Форум - площа, на якій розташовувався римський форум. Тут у венеційський період була зведена ратуша. На площі також знаходиться будівля управи і старовинний колодязь
- Міські стіни - фортифікаційні укріплення старого міста.